# Asagen
Asagen（あさげん）は、北海道在住のゲームミュージックの作曲家。

## 概要
Asagenは、主にゲーム関連の楽曲を制作している男性音楽家で、主に作曲を行なっているものの、編曲も可能であり、また、レトロ音源で曲を作る「chiptune」の経験も豊富だという。
2012年11月28日まではフリーソフト「ピストンコラージュ」を用いて打ち込んでいたが、のちの作品はほとんどがCubase6.5によるものだという。

## 製作に携わった作品など
- Flashゲーム『人生オワタの大冒険 2』 - 音楽[5]
- アクションRPG『WORLD FLIPPER』 - 効果音製作、BGM作曲[6][7]
- アルバム『幻想郷レトロミュージカル』 - 『顕現した伝承の形』『ブクレシュティの人形師+人形裁判』アレンジ[8][9]
- ゲーム『Space Qube』 - BGM[10]
- アレンジCD『RCT album』 - トードマンステージのアレンジ[8][11]
- 『FINAL FANTASY X CHIPS』 - 楽曲『ザナルカンドにて』編曲[12][13]
- 『FINAL FANTASY TRIBUTE-THANKS- 特典CD』 - 初回購入特典CD『RARE SQ』編曲での参加[12][14]
- ゲーム『ロッコちゃん』 - BGM、SE提供[12][5][15]
- 『ロッコちゃん オリジナル&アレンジサウンドトラックス』 - 楽曲提供[16]